# Малиновобрюхая расписная танагра
Малиновобрюхая расписная танагра (лат. Ramphocelus dimidiatus) — вид птиц из семейства танагровых. Выделяют пять подвидов. Впервые описан французским орнитологом Фредериком де Ла Френе в 1837 году.

## Распространение
Обитают в Центральной и Южной Америке.
Интродуцированы на Таити (Острова Сообщества).

## Описание

Самка. Столица Панамы

Длина тела 16 см. Оперение в основном глянцево-чёрное, но темя, шея, грудка, круп, а также верхний и нижний покровы хвоста темно-красные. Клюв целиком беловато-серый или беловато-серо-голубой. Половой диморфизм отсутствует. У молодых особей похожая окраска, но более тусклых цветов.

## Биология
Есть данные о питании растительным кормом, насекомыми и пауками. В кладке 2 яйца.